# Aglaspidichnus
Aglaspidichnus Radwanski et Roniewicz, 1967 es un paragénero de icnofósiles de facies marina superficial presente en rocas sedimentarias del periodo Cámbrico.  El icnogénero y su única icnoespecie Aglaspidichnus sanctacrucensis fueron descritos por primera vez a partir de materiales del Cámbrico superior de Góry Świętokrzyskie, Polonia.
Esta traza fósil está formada por la impresión dejada por un artrópodo en un fondo limoso y posteriormente rellena con arena. Se trata de una estructura de forma general ovalada con un eje central de 15,5 centímetros, ocho ramificaciones laterales a cada lado y ligeramente curvadas, la mayor de ellas de 12 centímetros, y una región terminal con forma romboidal. En el espécimen tipo los ejes laterales presentan una cierta desviación de la simetría que se atribuye a causas tafonómicas.
Este icnofósil se interpreta como estructura de reposo tipo Cubichnia de un artrópodo donde la estructura romboidal se correspondería con su región caudal (pigidio) y los ejes laterales con las impresiones dejadas por las costillas de su exoesqueleto o por los apéndices, no quedando marcada la región cefálica. Por su morfología y posición estratigráfica se consideró formado por un organismo del orden Xiphosura, familia Aglaspidia de donde tomaría su nombre, aunque la posición taxonómica de este grupo es hoy discutida.